# Waldonius de Saint-Clair
Waldonius de Saint-Clair también Wildernus, Waldron (Guillerin), Walderne y Gaudron de Saint-Clair (Saint Claire c. 1005-Barnstaple c. 1057) fue un noble normando de origen vikingo. Señor de Saint Clair. Hijo de Mauger de Corbeil (hijo de Ricardo I de Normandía) y de Germaine Bassenville de Corbeil (c. 975-1012), una hija de Aymon [Albert] de Corbeil. Es el primer referente de la familia de Saint-Clair y en extensión del clan escocés Sinclair.

## Inglaterra
Algunas fuentes citan que Waldonius llegó a Inglaterra con Guillermo el Conquistador. Sin embargo, es improbable, ya que Guillermo el Conquistador invadió Inglaterra en 1066, y según otras fuentes, afirman que murió junto a su hermano Hamon Dentatus en la batalla de Val-ès-Dunes (1047) o, como muy tarde, Devon en 1054, 12 años antes de la invasión desde Normandía. La presencia de la familia durante el gobierno de Guillermo el Bastardo y Guillermo Rufus pasó casi inadvertida, pero tomó relevancia durante el reinado de Enrique I de Inglaterra.

## Escocia
Lo que sí se sabe es que hubo un acercamiento con Escocia y una vinculación con la figura de Robert de Brus, primer señor de Annandale. G.E. Cokayne afirma que el origen de la familia Sinclair procede del apelativo Bruis (hoy Brix en Valognes) de Cotentin, y que llegaron a Escocia tras la campaña de Enrique I de Inglaterra en Normandía. La presencia Sinclair se extendía por todas las baronías (Roslin) y condados del norte, Caithness, islas Órcadas y Lothian. Existen muchos topónimos Saint Clare y Saint Clair en Francia, por lo tanto es muy probable que el origen de Sinclair proceda de Normandía, y así lo asumen genealogistas escoceses que vinculan a los normandos de St Clare con el clan escocés.

## Herencia
Se casó con una hija de Ricardo II de Normandía de nombre desconocido. Fruto de esa relación nacieron varios hijos:
- Guillermo Sinclair de Roslin (c. 1028-1078), apodado el agradable. Acompañó a Guillermo II de Normandía en la conquista normanda de Inglaterra y luchó en la batalla de Hastings (1066). Señor de Roslin (1070) y primer referente de la familia de St. Clares o Sinclare de Roslin. Custodio de las marcas fronterizas del sur de Escocia.[13] Guillermo Sinclair murió durante una incursión inglesa, al adelantarse en un ataque con el propósito de poner al enemigo fuera de combate, pero fue rodeado por el partido contrario. No pudo librarse de la multitud de atacantes, pero hizo caer a muchos «en montones a sus pies».
  - Su hijo Henry Sinclair de Roslin, segundo Lord de Roslin (c. 1065-1110) luchó en la batalla de Alnwick (1093) y acompañó a Edgar Atheling, hermano de la reina Margarita de Escocia, en la Primera Cruzada (1095). Participó en el asedio de Antioquía en 1098.
- Ricardo de Saint-Clair (c. 1046-1066);
- Mauger II de Saint-Clair (c. 1047-?);
- Agnes de Saint-Clair (c. 1054-1080);
- Enrique [Henri] de Saint-Clair.